# Dedoplistsqaro

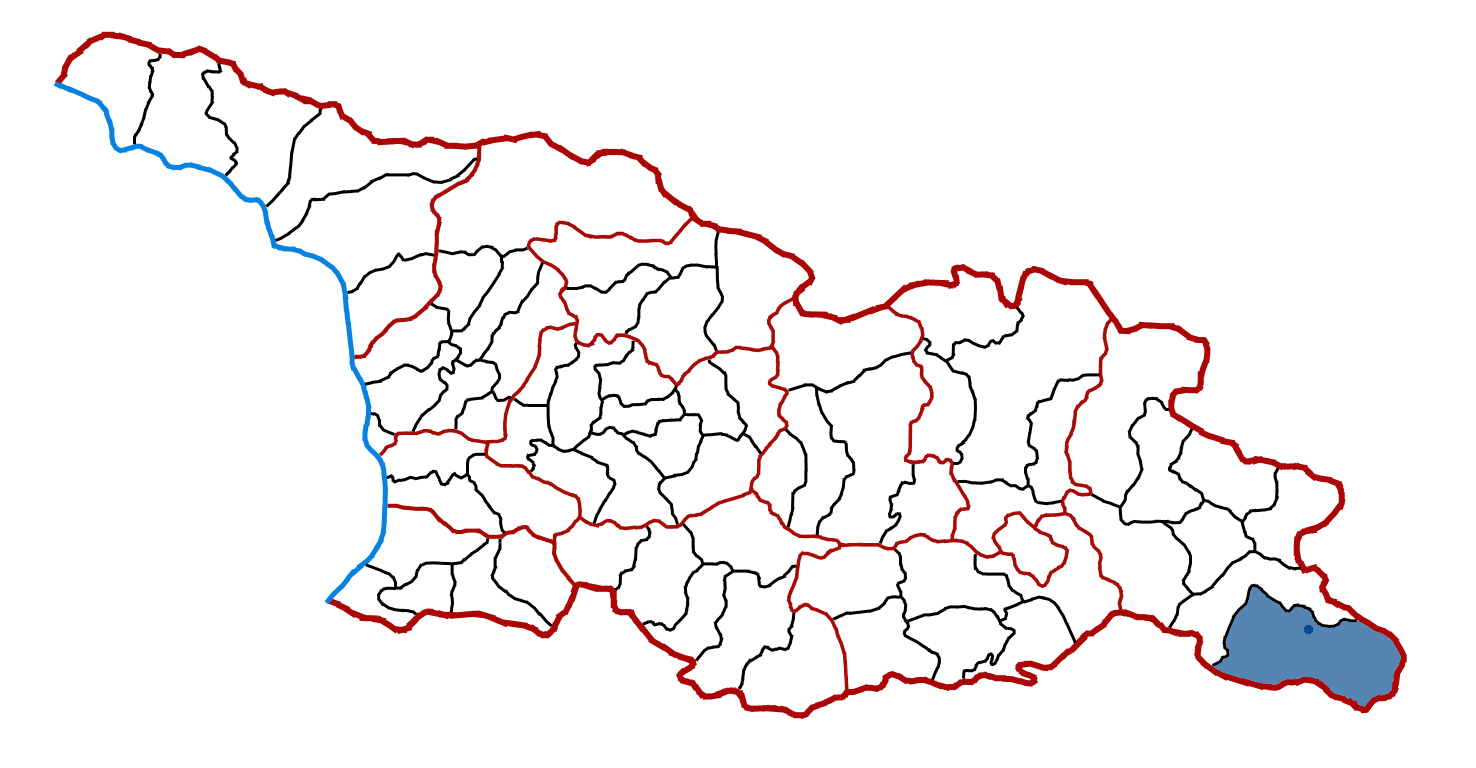
Karta över Dedoplistsqaros läge i Georgien.

Dedoplistsqaro (georgiska: დედოფლისწყარო) är en stad i Kachetien, Georgien. Staden hade år 2014 5 940 invånare. Staden är belägen i Sjirakilåglandet i östra Georgien, och fungerar som administrativt centrum i distriktet med samma namn som staden.
Stadens namn betyder "drottningens källa", syftande på drottning Tamar av Georgien. Under 1900-talet ändrade Sovjets regering namnet på staden till "Tsiteltsqaro" (წითელწყარო, "röda källor") och gav staden sin stadsstatus år 1963. Efter Sovjets fall återfick staden sitt ursprungliga namn år 1991.